# Міхеєв Володимир Кузьмич
Міхеєв Володимир Кузьмич (12 листопада 1937, с. Лухівка Саранського району Мордовської АРСР — 24 грудня 2008, Харків) — історик, археолог, доктор історичних наук (1986), проректор Харківського державного університету з навчально-виховної роботи (1997—1999).

## Біографія
У 1960 році закінчив історичний факультет ХДУ. Паралельно, з 1959 по 1965 роки — лаборант, старший лаборант археологічного музею ХДУ. В 1964—1967 роках навчався в аспірантурі при кафедрі стародавньої історії та археології..

### Освітня та наукова діяльність
В 1965–69 роках — викладач, а в 1969–75 роках — старший викладач кафедри історії стародавнього світу та археології. В 1975 році затверджений у званні доцента. З 1977 році — доцент кафедри історіографії, джерелознавства та археології. В 1968 році захистив кандидатську дисертацію «Основные ремесленные производства болгаро-аланского населения Подонья в VIII-Х вв.» (ХДУ, науковий керівник — проф. Б. А. Шрамко). В 1986 році захистив докторську дисертацію «Экономические и социальные отношения у населения салтово-маяцкой культуры Подонья-Приазовья (середина VIII — середина Х вв.)» (Київ, Інститут археології АН УРСР).
Викладав загальні курси: основи археології, основи етнографії, історія стародавнього Риму, історія первісного суспільства; спецкурси: «Методика археологічних досліджень», «Археологія східних слов'ян», «Середньовічна археологія» та ін.; паралельно — в Слов'янській філії ХДУ (Донецька обл.), Харківському інституті культури, Східноукраїнській філії Міжнародного Соломонова університету (Харків).
Керівник археологічної експедиції з дослідження пам'яток салтівської культури. Член Головної редколегії «Свода памятников истории и культуры Украины», редколегії «Вестника Харьковского университета» (серія «История»), «Болгарского ежегодника», щорічника «Древности», журналу «Археологія» Інституту археології НАН України.
Головний редактор «Харківського історіографічного збірника» і «Хазарського альманаха». Член редкололегії «Харьковского биографического словаря». Заслужений діяч науки і техніки України (1997). У складі кафедри йому присуджена Республіканська премія ім. Д. І. Яворницького (1997) Всеукраїнської спілки краєзнавців. У 1999 році обраний академіком Всеукраїнської академії історичних наук. Член спеціалізованої ради Інституту археології НАН України. Був членом спеціалізованої ради історичного факультету ХДУ (1996—1999). У 1973—1974 роках стажувався в Софійському університеті (Болгарія). Кілька років (з 1987 по 1991 роки) був заступником декана з наукової роботи. В 1997—1999 роках — проректор ХДУ з начально-виховної роботи. Член правління Міжреспубліканської асоціації болгаристів.
Лауреат премії ім. Героя Радянського Союзу К. М. Курячего (1968). У 1995 році відзначений званням «Почесний член Всеукраїнської спілки краєзнавців». У 1997 році отримав звання «Заслужений діяч науки і техніки України». 1995—2000 — директор Східно-регіонального відділення Центра пам'яткознавства НАН України та Українського товариства охорони пам'яток історії та культури. В 1999 році — стипендіат обласної стипендії ім. В. Н. Каразіна. У 1997 році обраний до складу правління Міжнародної унії археологів-славістів. З 1999 році паралельно працював у Східноукраїнській філії Міжнародного Соломонова університету (Харків), де з 2000 року очолював Науково-дослідний центр хазарознавства, а з 2002 року — кафедру історії.
Автор понад 100 наукових, науково-популярних та методичних праць. Під науковим керівництвом В. К. Міхеєва захищені 7 кандидатських дисертацій.

### Смерть
Помер 24 грудня 2008 року в Харкові.

## Основні праці
- Справочник по археологии Украины: Харьковская область (К., 1977, в соавторстве)
- Подонье в составеХазарскогокаганата (Х., 1985).
- Археология железного века Восточной Европы (древние славяне) (Белгород, 1989, в соавторстве).
- Археологические памятники Белгородской области. Вып. 1,2,3 (Белгород, 1992, 1993, 1995, в соавторстве).
- Слобідська Україна: короткий історико-краєзнавчий довідник (К., 1994, в співавторстві).
- Археологія залізної доби Східної Європи (Х., 2000, у співавторстві).